# Уфимский планетарий
Уфимский планетарий — планетарий, находится в Уфе в Октябрьском районе города недалеко от входа в парк им. М. Гафури за площадью Ленина. Это единственный планетарий в Уфе и в Башкортостане.

## История
Уфимский планетарий был построен по типовому проекту и был рассчитан на 100 мест. Был открыт 22 июля 1964 г. В день открытия планетария в нём были прочитаны лекции «Марс и его тайны», «Солнце и жизнь на Земле», «Великие географические открытия». Он юридически принадлежал к парку Гафури, однако в 1976 г. стал самостоятельным учреждением. К нему была также присоединена детско-юношеская обсерватория «Юность», однако в 1988 г. согласно решению Горисполкома Уфы обсерватория была снесена.
В 1995-м г. планетарий прошёл техническую реконструкцию, в результате которой он получил планетарный проектор звёздного неба «Skymaster» (ZKP-3) производства немецкой фирмы «Carl Zeiss Jena», управлямый компьютером, а также другое вспомогательное оборудование, которые позволяют демонстрировать изображения планет, картин звёздного неба, солнечных и лунных затмений, северного сияния и др.
Ежегодно планетарий посещает 50 тысяч человек, его программы рассчитаны как на детей, так и на взрослых. Зал планетария вмещает 85 человек. Здесь читают лекции, проводят тематические вечера по астрономии и астрофизике. Планетарий часто проводит художественные, литературные и музыкальные конкурсы на тему космоса, а работы участников конкурса выставляются в фойе планетария. Каждый год проводятся Международные дни планетариев и астрономии.
12 апреля 2011 г. рядом с планетарием уфимцы отпраздновали 50-летие со дня первого полета человека в космос. Праздник был проведён сотрудниками планетария при поддержке администрации города и отдела культуры Октябрьского района Уфы.